# Rojo de fenol

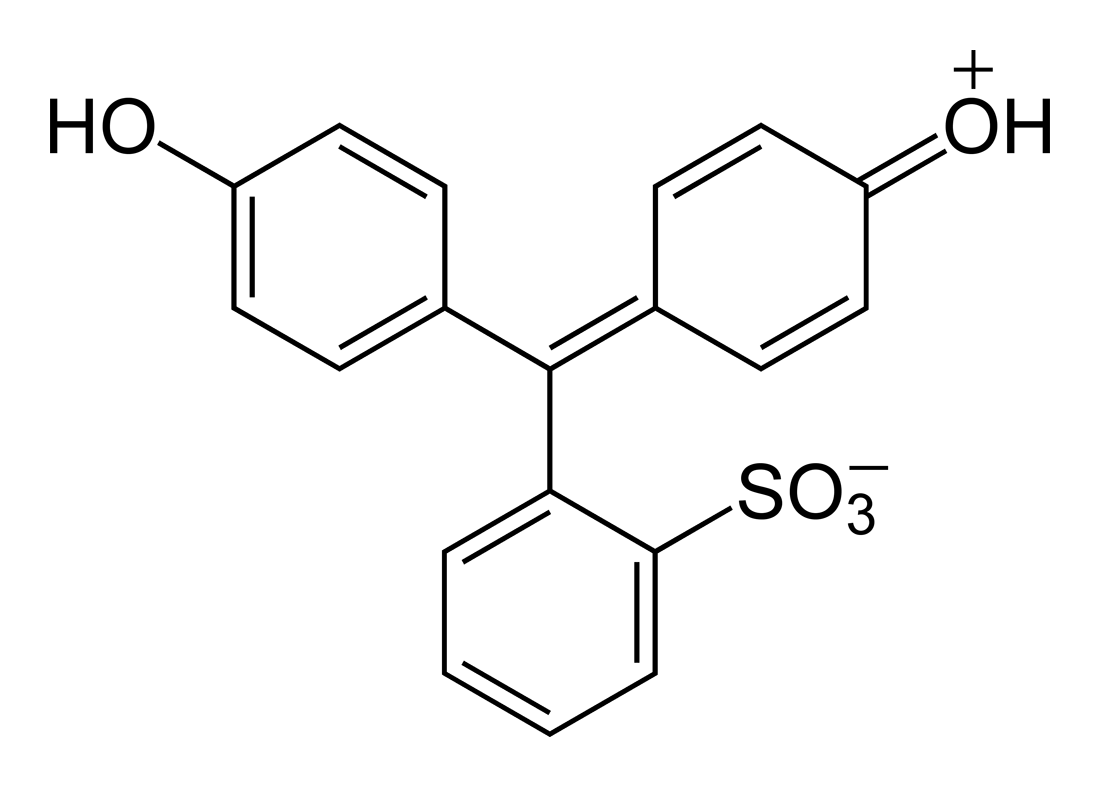

El rojo de fenol es un compuesto orgánico usado en laboratorio como indicador de pH, también se le conoce como Fenolsulfonftaleina, Sulfental, Sulfonftal o PSP.
Se presenta en polvo o en cristales de color rojo, inodoro, se descompone a temperatura de ebullición, su temperatura de fusión es de 285 °C. Tiene baja solubilidad en agua, soluble en disoluciones de hidróxidos alcalinos y ligeramente soluble en acetona y alcohol etílico. En los medios de cultivo se utiliza como indicador de pH. A pH inferiores a 6,8, el cultivo vira a amarillo, a pH superiores a 8 el cultivo se torna de color violeta, los pH entre 6,8 y 8 dan tonalidades graduales de color naranja.
Su formula química es (C19H14O5S) con una masa molecular de 354.39u.m.a
- Datos: Q418719
- Multimedia: Phenol red / Q418719